# Общественная собственность
Обще́ственная со́бственность — собственность, находящаяся во владении, распоряжении и пользовании обществом, выступающим как коллективный субъект. 
Общественную собственность следует отличать от государственной и коллективной, иногда она противопоставляется частной собственности.

## Общественные блага
Общественные блага потребляются коллективно всеми гражданами независимо от того, платят они за него или нет. Общественные блага совсем не похожи на частные блага (доступные в потреблении и приносящие пользу только владельцу), практически невозможно организовать их продажу: индивиды с удовольствием пользуются эффектами общественных благ, но избегают за них платить (эффект безбилетника). 
Целая совокупность предметов может находиться только в общем обладании: воздух, море, текучая вода и т. п. В римском праве их называли res omnium communes (общее достояние). Другие, будучи по своей природе доступны частному обладанию, необходимо должны остаться в общем пользовании: судоходные и сплавные реки, большие озера, морские берега, дороги и другие предметы, предназначенные служить общему пользованию: библиотеки, музеи, фонтаны, площади и т. д. Древним римлянам долгое время не было известно понятие о государстве, как особом юридическом лице, отличном от физического; они рассматривали его как res publica, т. е. общее достояние всей совокупности граждан, поэтому вещи общего пользования были вещами всех. Однако с утверждением понятия о государстве (или общине), как юридическом лице, всякое представление об «общем обладании» исчезает за отсутствием субъекта обладания, так как понятие «общества», противополагаемого государству, лишено юридических признаков или отливается в понятие подчиненных государству юридических же лиц. Праву государства и общин на предметы пользования общего соответствует признаваемая всеми обязанность их заботиться о поддержании их в состоянии, годном для пользования. Там, где для правильного общего пользования предметом необходимы специальные приспособления (шлюзы на реке) или его создание (музей, библиотека, железная дорога), не может быть и речи об обладании «всех»: фактическая бессубъектность привела бы к бесхозяйственности.
При этом квалификация блага как «частного» или «общественного» зависит от общественного развития. Самым известным примером является альменда (находящаяся в общей собственности деревни земля), которая становилась частной собственностью. Международные договоренности о квотах ловли рыбы также можно считать приватизацией общественной собственности.
Общественная собственность на природные ресурсы должна служить их сохранению и рациональному использованию в общих интересах. В 1968 году американский биолог Гарретт Хардин опубликовал известную статью «Трагедия общих ресурсов» (Tragedy of the Commons) в которой доказывал, что общественное управление природными ресурсами закономерно приводит к их истощению из-за стремления к максимизации индивидуальной выгоды. Однако в США и Канаде как ответ на массовое истребление диких животных к концу XIX века была создана эффективная система сохранения дикой природы. В её основу была положена доктрина публичного траста (en:Public trust doctrine), заключающаяся в том, что дикие охотничьи животные принадлежат народу как коллективному суверену. Собственность на диких животных («насколько они вообще способны быть собственностью», как заметил Верховный Суд штата Миннесота), закрепляется за государством как за представителем народа в целом, и оно должно действовать в интересах народа, а не в своих собственных или для выгоды частных лиц. Эта доктрина была в общем виде сформулирована Верховным судом США в прецедентных решениях Martin v. Waddell (1842) и en:Geer v. Connecticut (1896).

## Отличие от частной собственности
При распределении общественной собственности внутри общества между отдельными его участниками не происходит обмен и нет смены собственника. Поэтому общественная собственность в пределах этого общества, являясь продуктом, не является при этом товаром и, обладая стоимостью (затратами на производство) и ценностью (полезностью для потребителя), не обладает ценой (не обменивается на другие товары).
Собственник частной собственности может распоряжаться ею на собственное усмотрение. При этом, государство и общество сохраняют за собой право взимать за неё налоги и национализировать, или временно использовать, в случае необходимости. Общественная и частная собственность одинаково должны использоваться на благо обществу.

## Социалистическая собственность
Обобществление собственности представляется одним из самых существенных, «конституирующих» признаков социализма.
С точки зрения теории марксизма, общественная собственность возникает в результате ликвидации частной собственности в ходе социалистической революции и обобществления основных средств производства (часто, но не всегда, понимаемого в виде национализации), которое объективно подготавливается всем ходом развития капитализма.
Этот переход — решающее условие победы нового общественного строя, так как обеспечивает широкие возможности для использования производительных сил в интересах всего общества, для бескризисного развития экономики, ликвидации безработицы, инфляции и др. социально-экономических противоречий капитализма. С завершением процесса подчинения труда капиталу происходит «превращение земли и других средств производства в общественно эксплуатируемые и, следовательно, общие средства производства и связанная с этим дальнейшая экспроприация частных собственников приобретает новую форму. Теперь экспроприации подлежит уже не работник, сам ведущий самостоятельное хозяйство, а капиталист, эксплуатирующий многих рабочих».

## Практическая реализация

### СССР
Согласно статье 10 Конституции СССР 1977 года,
Земля, её недра, воды, растительный и животный мир в их естественном состоянии являются неотъемлемым достоянием народов, проживающих на данной территории, находятся в ведении Советов народных депутатов и предоставляются для использования гражданам, предприятиям, учреждениям и организациям.
Однако сама по себе «общественная собственность» как отдельная форма Конституцией не предусматривалась, в отличие от введённой в 1990 году «коллективной» (арендных предприятий, коллективных предприятий, кооперативов, акционерных обществ, хозяйственных организаций и других объединений) и отождествлявшейся с общественной государственной собственности:

Экономическая система СССР развивается на основе собственности советских граждан, коллективной и государственной собственности.

В теории это должно было заложить фундамент для замены рыночных отношений непосредственно общественными (нерыночными).
На практике же в СССР в процессе развития его экономико-политической системы наблюдалось два процесса:
- Постепенно общественная собственность стала полностью отождествляться с государственной;
- При этом происходило постепенное смещение от такой государственной-общественной собственности в сторону частной, хотя и урезанной: в рамках госсобственности произошло хозяйственное и экономическое обособление предприятий, что выражалось в том числе в их фактическом владении произведённым продуктом, а позднее — отчасти и средствами производства.

В результате, в условиях отсутствия реальных действенных общественных или представительных демократических механизмов контроля, наделённая государством хоть и урезанным, но действительным правом владения и распоряжения его собственностью бюрократическая администрация фактически монополизировала за собой эти права, обособилась от общества и превратилась в самостоятельную силу.

### Украина
В современной Украине, согласно пункту 1 статьи 13 Конституции, земля, недра, атмосферный воздух, водные и иные природные ресурсы страны являются объектами общественной собственности украинского народа:
Статья 13. Земля, её недра, атмосферный воздух, водные и иные природные ресурсы, находящиеся в пределах территории Украины, природные ресурсы её континентального шельфа, исключительной (морской) экономической зоны являются объектами права собственности Украинского народа. От имени Украинского народа права собственника осуществляют органы государственной власти и органы местного самоуправления в пределах, определенных настоящей Конституцией. Каждый гражданин имеет право пользоваться природными объектами права собственности народа в соответствии с законом.
Однако на практике дальнейшего развития в украинском законодательстве это понятие пока не получило, и в настоящее время разграничить государственную и общественную собственность на Украине затруднительно, а реальное наполнение декларированного в Конституции права собственности украинского народа на указанные природные ресурсы не конкретизировано. 29 апреля 2009 в Верховной Раде Украины был зарегистрирован законопроект «Об общественной собственности на Украине».

### США
В штате Аляска с конца 50-х годов XX в. отрабатывалась модель общественной собственности в ресурсном секторе. В ней был закреплён участок в 103 млн акров (почти треть территории штата), в котором имелись значительные запасы нефти. В структуру общественного сектора впоследствии была включена и социальная сфера штата. Для реализации права общественной собственности в 1976 году был создан находящийся под общественным контролем Постоянный нефтяной фонд Аляски под управлением Alaska Permanent Fund Corporation, в который входили ежегодные отчисления (25 %) от нефтяных доходов частных компаний, добывающих нефть на условиях долгосрочной аренды.
Этот фонд является совместной собственностью всего населения штата, что, в частности, выражается в выплате всем жителям Аляски (кроме осуждённых преступников) дивидендов — за 2000 год они составили 1 964 доллара на человека, при общем объёме фонда в 25 млрд долларов. На конец 2005 года его объём составил $32 млрд, а дивиденды — $845 на человека. Наименьший размер дивидендов — $331,29 на человека (1984 год); наибольший — $3 269 на человека (в 2008 году); среднее значение колеблется между $600 и $1 500.

## Общественное достояние
В отношении авторского права, общественная собственность (англ. Public domain) — это правовой термин, который означает «не являющийся объектом авторского права» (англ. not copyrighted).
«Программное обеспечение общественной собственности» — это программный продукт, авторскими правами на который никто не обладает. Это частный случай свободного программного обеспечения, не подчиняющегося «авторскому леву» (англ. Copylefted software) и означающий, что некоторые копии либо модификации могут быть вообще несвободными».